# Transformationskosten
Unter Transformationskosten versteht man in der Volkswirtschaftslehre ursprünglich die Kosten, die bei zeitlicher, räumlicher und/oder physikalischer oder chemischer Umformung eines Gutes entstehen (produktionstheoretisch ausgedrückt: bei der Umformung von Inputs in Ouputs). Dabei wird zwischen Produktions- sowie Distributionskosten unterschieden. Letztere entstehen, wenn ein Gut konsumnäher gemacht werden soll. 
In diesem Sinne wird der Begriff z. B. in der chemischen Industrie gleichbedeutend mit Umwandlungskosten benutzt.
Im weiteren Sinne bezeichnet dieser Begriff heute jedoch oft die Kosten der Transformation von Unternehmen und Organisationen (sog. Umwandlungskosten oder Umbaukosten bei und nach Restrukturierung, Prozessoptimierung, Mergers & Acquisitions oder Veränderung der Rechtsform) oder die Kosten der marktwirtschaftlichen Transformation ehemaliger sozialistischer Gesellschaften (der sog. Transformationsgesellschaften).